# Georgi Antonov
Georgi Antonov (in bulgaro Георги Антонов?; Vraca, 7 luglio 1970) è un ex calciatore bulgaro, di ruolo difensore.

## Palmarès

### Club

#### Competizioni nazionali
- Campionato bulgaro: 1

CSKA Sofia: 2002-2003